# Minervino de Oliveira
Minervino de Oliveira (Rio de Janeiro, 1 de outubro de 1891 - Rio de Janeiro, 2 de março de 1977) foi um político brasileiro. Foi dirigente sindical e comunista, ligado ao Partido Comunista Brasileiro (PCB), tendo sido eleito intendente no então Distrito Federal, nas eleições de 1928, pela legenda do Bloco Operário e Camponês (BOC).

## Biografia
Aos dez anos, já trabalhava em fábricas como aprendiz de tecelão operário. Logo em seguida, se iniciou no ofício de marmorista, passando atuar no movimento sindical carioca em 1911. Durante a década de 10, participou de importantes mobilizações sindicais no Rio de Janeiro. Nos anos 20, filiou-se ao então Partido Comunista Brasileiro (PCB), tendo colaborado em A Classe Operária, órgão oficial do partido. No primeiro de maio de 1924, Minervino discursou em nome do Centro dos Operários Marmoristas. Este, por sinal, foi o primeiro comício no qual falou, oficialmente, um representante do recém-fundado Partido Comunista.

### Carreira política
Em 19 de agosto de 1928, o BOC indicou Minervino de Oliveira e Octavio Brandão para o cargo de intendente no então Distrito Federal. Realizaram-se visitas e comícios nos bairros populares e fábricas. A repressão policial do governo acompanhou de perto toda campanha. No dia 27 de setembro, um comício na porta do Arsenal da Marinha foi dissolvido à bala pela polícia, causando a morte de um operário e a prisão dos dois candidatos.
A eleição realizou-se em 3 de outubro de 1928. Cada eleitor dispunha de oito votos. Apuradas todas as urnas constatou-se a vitória de Octavio Brandão pelo primeiro distrito. Ele obteve 7.638 votos – ou seja, pelo menos 995 eleitores votaram nele. As regras eleitorais daquela época permitiam que os eleitores dessem até oito votos para o candidato escolhido. Minervino de Oliveira concorreu pelo segundo distrito, e por sua vez, conseguiu 8.160 votos (1.020 eleitores), mas ficou em 13.º lugar, num total de 12 eleitos. A diferença em relação ao último da lista foi de apenas 197 votos. Surgiu então um problema jurídico. Carreiro de Oliveira, colocado logo à frente, tinha 745 votos em separado (sub-júdice) e Minervino, apenas 31. Uma apuração mais rigorosa daria a vitória a Minervino. No entanto, nesta disputa, as chances de um operário, comunista e negro eram muito reduzidas. Um fato inusitado mudaria a situação. Antes da posse um dos eleitos morreu num acidente. Isso abriu as portas do poder legislativo municipal para o segundo intendente do BOC, ou seja, Minervino.
A Classe Operária, órgão oficial do Partido Comunista Brasileiro, afirmou exultante: “Vitória! Vitória! Pela primeira vez na história do Brasil, após 428 anos de luta, os trabalhadores abrem uma brecha nas formidáveis muralhas do legislativo e penetram na cidadela inimiga para iniciar uma política de classe independente”. No juramento de posse que afirmava “Prometo manter, cumprir com lealdade e fazer respeitar a Constituição Federal, a Lei Orgânica do Distrito Federal, as leis emanadas do Conselho Municipal (...)”, Brandão e Minervino acrescentaram: “submetemos, porém, essas disposições aos interesses do operariado”. Durante seu período no Conselho Municipal, foi alvo de cartas raivosas do jornalista e poeta Orestes Barbosa, o que posteriormente se tornou um incidente maior quando ambos trocaram socos num encontro. Barbosa chegou a puxar sua pistola e dar tiros para o ar, resultando num processo na justiça que acabou arquivado.
No final de 1929 foi aprovada uma moção proibindo a propaganda comunista através da tribuna parlamentar. Escreveu Octavio Brandão: “Os discursos dos dois comunistas não foram mais publicados. Pela primeira vez, depois de um século de existência a Câmara Municipal, seu órgão oficial deixou de publicar os discursos pronunciados por dois intendentes. E assim continuou, apesar de nossos protestos, durante o ano de 1930, até que o Conselho foi fechado em conseqüência do golpe armado de Getúlio Vargas”.
Os vereadores comunistas mantinham uma presença constante nas portas das fábricas e nas lutas sindicais; Por isso, Minervino seria escolhido para presidir a mesa do Congresso Operário Nacional, realizado em abril de 1929, e que fundaria a Confederação Geral dos Trabalhadores do Brasil (CGTB). No final do conclave acabou sendo eleito secretário-geral da nova central sindical, a primeira dirigida pelos comunistas. 
Ainda pelo BOC, foi escolhido candidato a Presidente da República em outubro de 1930. Durante o processo eleitoral foi perseguido e preso diversas vezes, como após o congresso do BOC que o escolheu candidato (entre 3 e 5 de novembro de 1929, num casebre entre Guaratiba e Campo Grande), na casa de Octavio Brandão, com cerca de 58 pessoas, e no dia seguinte ao congresso, quando se lançou a sua campanha, nas escadarias do Teatro Municipal do Rio de Janeiro, em comício dissolvido à bala; durante a campanha, registraram-se pelo menos duas prisões: em Ribeirão Preto (SP), quando presidia a realização de um congresso de trabalhadores agrícolas, e outra no bairro carioca de Bangu. Também foi novamente encarcerado ao final das eleições presidenciais de 1930. O lema da campanha era “Votar no BOC é votar pela Revolução!”.
Obteve 151 votos, na apuração oficial da comissão do congresso nacional, tendo sido prejudicado por fraudes, e perdeu o mandato de intendente municipal com a Revolução de outubro de 1930; ao fim daquele mês, foi novamente preso, juntamente com seu colega Octavio Brandão, na Casa de Detenção. Quando os homens do antigo regime foram soltos, os dois ex-intendentes comunistas continuaram presos e passaram a ser os únicos presos políticos naquela prisão. Minervino foi mandado para temida Colônia Correcional de Dois Rios, na Ilha Grande, sendo libertado em 7 de fevereiro de 1931. Octavio e sua família foram deportados para a Alemanha, em junho de 1931 e Minervino não atuou mais ostensivamente na vida política, somente se tendo notícia de sua participação nos debates do PCB que se seguiram à publicação dos informes de Kruvshev apresentados no XX Congresso do Partido Comunista da União Soviética, ocorrido em 1956. Pouco se sabe da vida de Minervino neste período, mas há relatos que teria vivido até o início dos anos 60.

### Últimos anos
Depois deste período, muito pouco se sabe sobre a vida de Minervino. Segundo seu prontuário (nº 345) registrado no Departamento Estadual de Ordem Política e Social de São Paulo em 1 de agosto de 1947, Minervino ainda vivia no Rio de Janeiro nessa época e era monitorado pela polícia política. Há informações que ele viveu até o início dos anos 1960, chegando a participar dos acalorados debates que se seguiram à publicação dos informes de Nikita Krushev apresentados no XX Congresso do Partido Comunista da União Soviética, ocorrido em 1956. Esse acontecimento iniciou uma crise que cindiu o movimento comunista brasileiro e internacional.

## Coletivo Negro Minervino de Oliveira
Em sua homenagem, foi fundado por militantes do atual Partido Comunista Brasileiro o Coletivo Negro Minervino de Oliveira, que tem enquanto perspectiva revolucionária a construção do poder popular através de uma luta antirracista, e também anticapitalista. Atualmente, constituído em mais de cinco estados do Brasil, militam dentro do movimento negro nas principais pautas e reivindicações da população negra.